# Adolfo Giráldez y Peñalver
Adolfo Giráldez y Peñalver (c. 1840-c. 1920) fue un pintor marinista español.

## Biografía
Habría nacido en Cádiz hacia 1840. Pintor de marinas, fue nombrado en 1874 profesor auxiliar de dibujo de paisaje y perspectiva de la Escuela de Bellas Artes de Cádiz. Sus obras más conocidas habrían sido El vapor Liniers, El vapor Antonio López y Vista del puerto de Cádiz (medalla de bronce en la Exposición de Cádiz de 1879). En 1882 marchó a Madrid para establecerse en dicha ciudad. Falleció en Barcelona hacia 1920.